# D4L
D4L (Down for Life) ist eine vierköpfige Hip-Hop-Band aus den USA. Der Rapper Shawty Lo gründete die Gruppe 2003 in Atlanta, Georgia zusammen mit Fa-bo, Mook-B und Stoney. 

## Geschichte
Nachdem die Band 2005 einen Plattenvertrag auf dem von Mike Jones gegründeten Label Ice Age Entertainment erhalten hatte, erschien im Herbst des gleichen Jahres ihre Debütsingle Laffy Taffy. Sie erreichte im Januar 2006 Platz 1 der US-amerikanischen Pop-Charts. Das Lied ist ein lockerer Rapsong voll sexueller Anspielungen. 
Das am 8. November 2005 auf den Markt gebrachte erste Album Down for Life, nach der Langform ihres Bandnamens, wurde in den USA mit Gold ausgezeichnet. 

## Diskografie

### Alben
- 2005: Down for Life

### Singles
- 2006: Laffy Taffy
- 2006: Dats What Sup, Vol. 1
- 2006: Tat It Up
- 2007: Betcha Can't Do It Like Me
- 2011: Scotty